# José Manuel Quina
José Manuel Gentil Quina (* 3. Oktober 1934 in Campo Grande) ist ein ehemaliger portugiesischer Segler.

## Erfolge
José Manuel Quina nahm dreimal an Olympischen Spielen teil. Bei seinem Olympiadebüt 1960 startete er in Rom an der Seite seines Bruders Mário Quina im Starboot und gewann mit ihm die Silbermedaille. Mit 6665 Punkten wurden sie hinter den sowjetischen Olympiasiegern Timir Pinegin und Fjodor Schutkow Zweite. Bei den Olympischen Spielen 1968 in Mexiko-Stadt kamen sie im Starboot dagegen nicht über den 17. Platz hinaus. 1972 belegte José Manuel Quina bei der Regatta im Olympiazentrum Schilksee im Finn-Dinghy den elften Platz.
2015 wurde er als Großoffizier des Ordens des Infanten Dom Henrique ausgezeichnet.